# Eaux-Chaudes
Eaux-Chaudes is een kuuroord in de Ossau-vallei in de Franse Pyreneeën. Het kuuroord ligt aan de rivier Gave d'Ossau aan de zuidelijke ingang van de kloof Gorge du Hourat. Het wordt van het kuuroord Eaux-Bonnes gescheiden door het massief Massif du Gourzy. Eaux-Chaudes maakt deel uit van de gemeente Laruns en ligt ongeveer 4 km ten zuiden van de plaats Laruns. Tot de opening van de grens met Spanje was er in Eaux-Chaudes een Franse douanepost.
De thermale baden in Eaux-Chaudes worden gevoed door zeven bronnen met zwavelhoudend water. Het water, dat tussen 10 en 36 °C warm is, is rijk aan glairine (een geleiachtige massa van plantenresten, die neerslaat uit sommige zwavelbronnen in de Pyreneeën). Het wordt gebruikt bij de behandeling van reumatische aandoeningen.

## Afbeeldingen

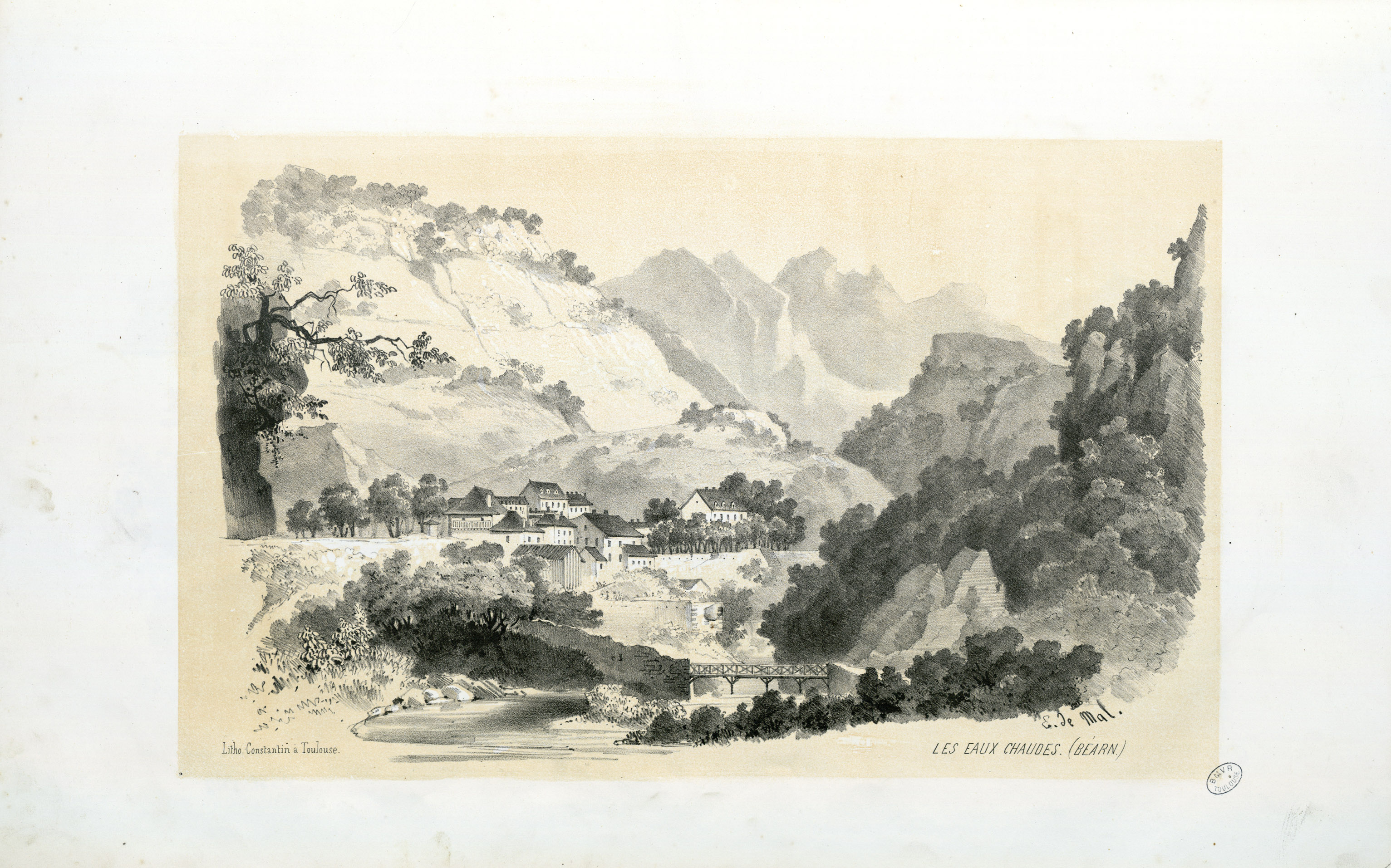
Les Eaux Chaudes door Eugène de Malbos in 1843
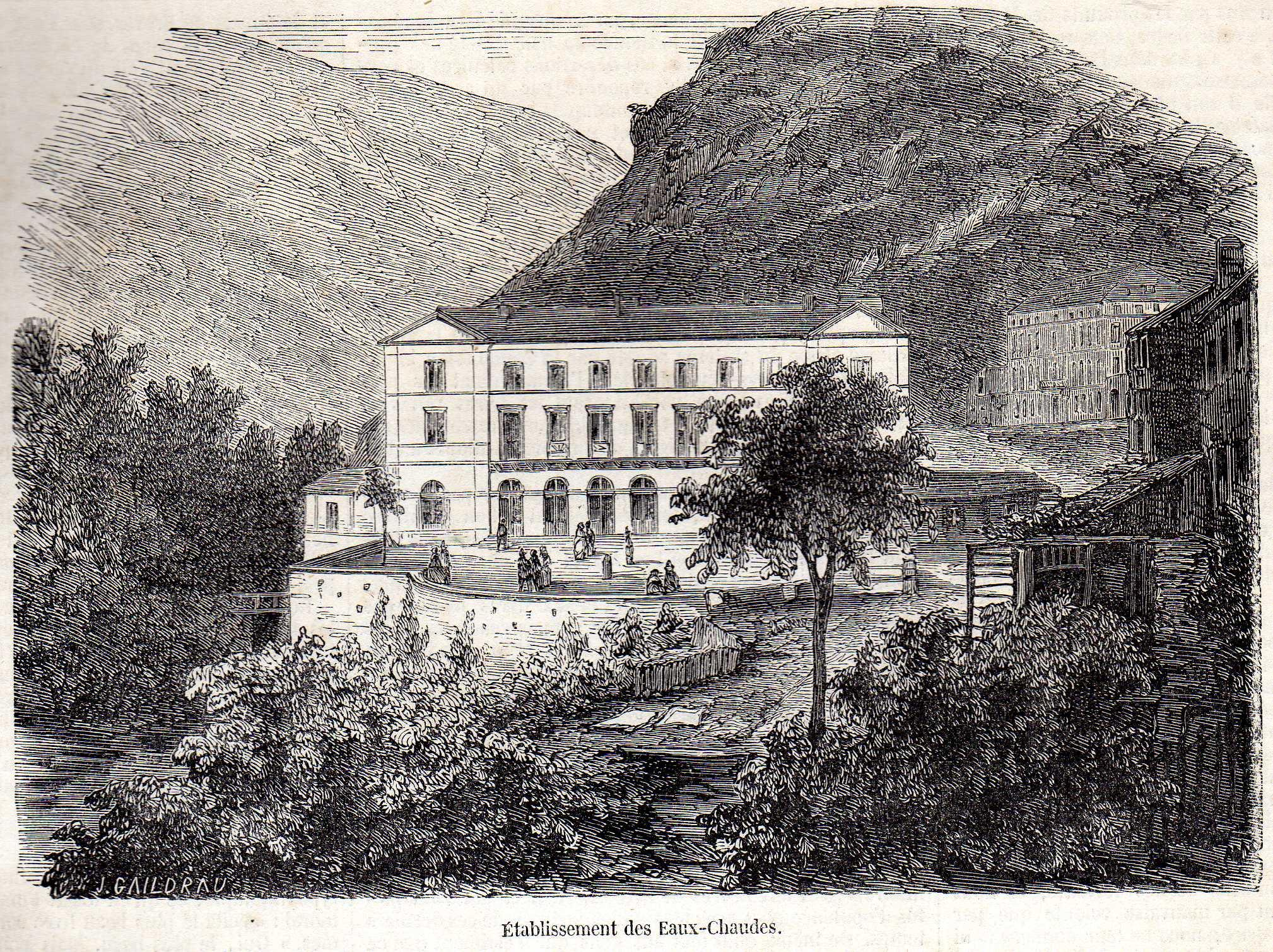
Gezicht op Eaux-Chaudes, illustratie uit 1855
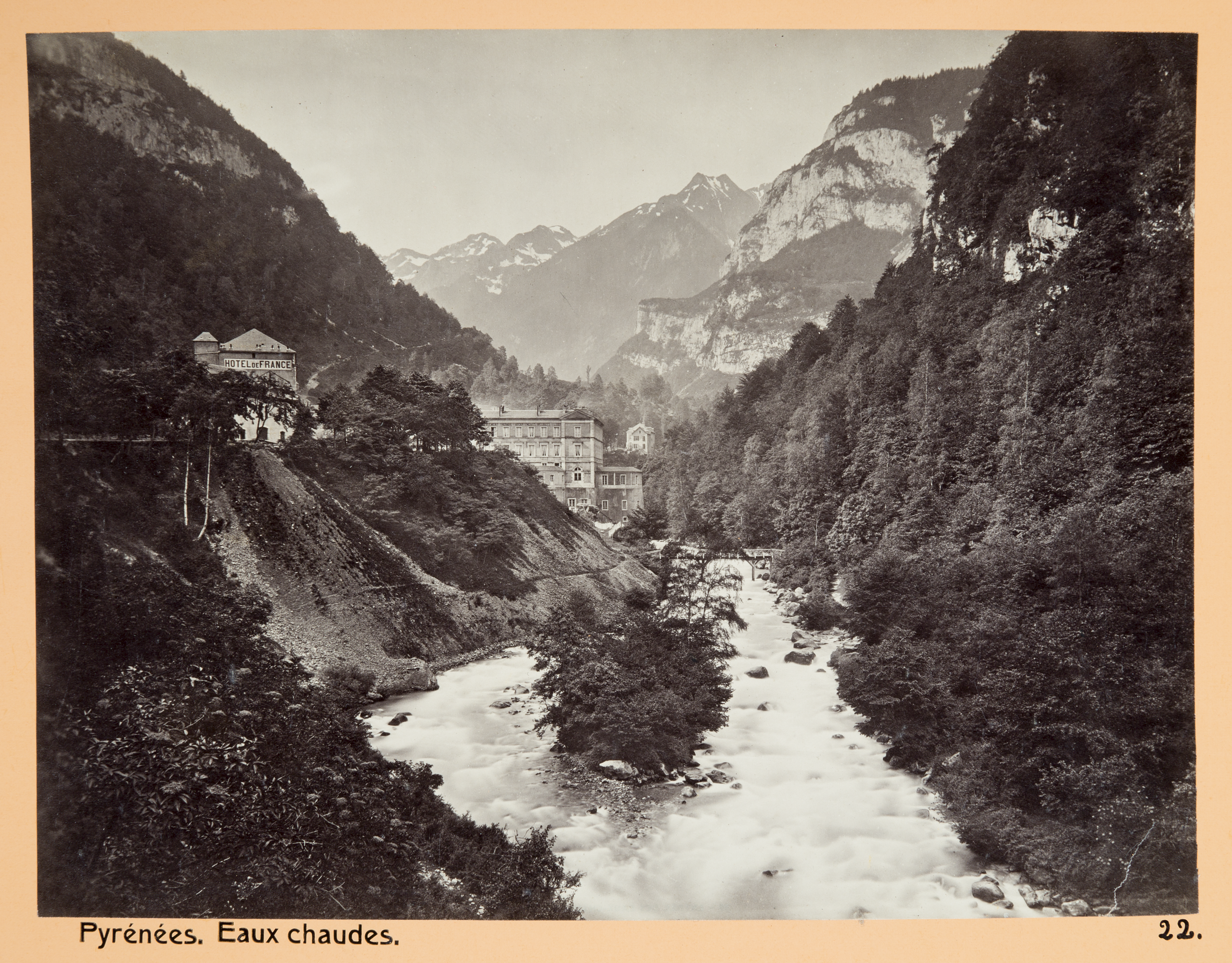
Eaux-Chaudes omstreeks 1886